# Götz von Berlichingen
Götz von Berlichingen (nommé aussi Gottfried von Berlichingen, ou encore Godefroy de Berlichingen) est un chevalier allemand ainsi qu'un mercenaire, surnommé Main de fer.
Il est né vers 1480, dans une famille noble, au château de Jagsthausen dans le Wurtemberg, et mort le 23 juillet 1562 dans son château de Hornberg (de).

## Biographie
Il prit part aux guerres que se livrèrent les électeurs de Brandebourg et les ducs de Bavière au commencement du XVIe siècle, ainsi qu'à la guerre des Paysans à la tête de ces derniers. La justice impériale prononça contre lui une mesure de mise hors la loi (Reichsexekution). Ayant perdu une main, il se fit forger une prothèse en fer qui lui valut le surnom de Main de Fer.

## Œuvre et réception
Dans sa vieillesse, à moitié aveugle, il dicta son autobiographie dans le style d'un roman de chevalerie. Il y présente ses activités de mercenaire sous des motifs altruistes, qui le montrent comme un défenseur des personnes privées de leurs droits ou insultées. Malgré sa présentation parfois maladroite et ses nombreuses imperfections, son récit reflète fidèlement les valeurs de son époque, en particulier celles de la noblesse. L'histoire de ses aventures fut publiée en 1731 et 1858.

## Postérité et littérature
Goethe l'a pris pour héros d'une de ses premières pièces de théâtre (1773) où la fidélité historique n'est nullement respectée, de même que, plus tard, Jean-Paul Sartre (Le Diable et le Bon Dieu, 1951) et Jean Ray (La Main de Goetz von Berlichingen, 1961).
La culture populaire allemande a retenu une citation de la pièce de Goethe, défi lancé par Götz, en un langage souabe très direct, à l'adresse d'un capitaine qui doit venir le capturer : « Er aber, sag's ihm, er kann mich im Arsche lecken ! » (« Celui-là, va donc lui dire qu'il peut me lécher le cul ! »).
La 17e division de la Waffen-SS, qui était spécialisée dans l'infanterie mécanisée, reprend le nom de von Berlichingen.
Dans l’ouvrage Berserk: À l’encre des ténèbres, l'auteur Quentin Boëton analyse les ressemblances entre Götz von Berlichingen et le personnage principal du manga Berserk de Kentarō Miura.
Le dessinateur belge Comès met en scène dans L'Ombre du corbeau (1981) un jeune soldat allemand pendant la guerre de 14-18, du nom de Goetz von Berlinchingen, et qui descendrait du chevalier Götz von Berlichingen « Main de fer » du livre de Jean Ray.

### Littérature
- Johann Wolfgang von Goethe, Götz von Berlichingen, 1773.
- Jean Ray, La Main de Goetz von Berlichingen, 1961.

### Études historiques
- (de) F. W. G. Graf von Berlichingen-Rossach - Geschichte des Ritters Götz von Berlichingen und seiner Familie, Leipzig, 1861.
- (de) R. Pallmann - Der historische Götz von Berlichingen, Berlin, 1894.
- (de) Helgard Ulmschneider, Götz von Berlichingen: Ein adeliges Leben der deutschen Renaissance, Thorbecke, Sigmaringen 1974

Cet article comprend des extraits du Dictionnaire Bouillet. Il est possible de supprimer cette indication, si le texte reflète le savoir actuel sur ce thème, si les sources sont citées, s'il satisfait aux exigences linguistiques actuelles et s'il ne contient pas de propos qui vont à l'encontre des règles de neutralité de Wikipédia.